# Arycanda hyparis
Arycanda hyparis är en fjärilsart som beskrevs av Pieter Cornelius Tobias Snellen 1895. Arycanda hyparis ingår i släktet Arycanda och familjen mätare. Inga underarter finns listade i Catalogue of Life.